# Юрг Обріст
Юрг Обріст (народився 20 грудня 1947 року в Цюріху) — швейцарський художник-графік і письменник.

## Біографія
Юрг Обріст навчався на ретушера. Відвідував клас фотографії в Школі дизайну в Цюріху. У 1976 році на кілька років переїхав до США, працював ілюстратором дитячих книжок та молодіжних журналів у Нью-Йорку. Також відомий як автор та ілюстратор перших книжкок-картинок для американських видавців. Після повернення до Швейцарії він оселився в Цюріху, де живе як незалежний ілюстратор і письменник.
Графічні роботи Юрга Обріста складаються переважно з ілюстрацій до книжок з картинками; він також пише успішні книги з кримінальними історіями для дітей.

## Твори
- «Вони все роблять правильно в Альберні», Нью-Йорк, 1978
- «Пухнастик», Нью-Йорк, 1981
- «Гайнріх», Цюрих,1981 (разом з Максом Боллігером)
- «Золотий гребінець», Цюрих, 1983
- «Три чоловічки в лісі», Цюрих, 1985
- «Ведмежий бізнес», Нью-Йорк, 1986
- «Біла змія», Цюрих, 1986
- «Дюймовочка», Цюрих,1987
- «Заєць із небесно-блакитними вухами», Цюрих, 1987 (разом з Максом Боллігером)
- «Три прядильниці», Цюрих, 1989
- «Гарольд і втеча носа», Нью-Йорк, 1989 (разом з Гаррієт Сонненшайн)
- «Старий султан», Цюрих 1991
- «Бурль», Цюрих, 1991
- «Гарольд і схованка великого пальця», Нью-Йорк, 1991 (разом з Гаррієт Сонненшайн)
- «Лахмітне зборище», Цюрих, 1991
- «Чотири брати-митці», Цюрих, 1991
- «Пірат як Балдуїн», Цюрих, 1992 (разом з Клаудією Гуртлер)
- «Гензель і Гретель», Цюрих, 1993
- «Собака вискочив з рота», Цюрих,1993 (разом з Йоханнесом Грунтцем)
- «Вода життя», Цюрих, 1994
- «Шестеро, що пройшли через цілий світ», Цюрих 1995
- «Валері та король Тедді», Госсав, Цюрих, 1995 (разом з Габріеле Кіфер)
- «Алюмінієва банка й тихі пісні», Цюрих, 1996 (разом з Регіною Шіндлер)
- «Про розумного кравця», Цюрих, 1997
- «Гном», Цюрих, 1997 (разом з Максом Боллігером)
- «Нічого не робити складно», Цюрих 1998 (разом з Йоргом Шубігером)
- «Румпельштільцхен», Цюрих, 1998
- «Бджолина королева», Цюрих, 1999
- «Допоможіть! На допомогу! Рятуйте!», Цюрих, 1999 (разом з Басилем Шадером)
- «Ясна справа?!», Мюнхен,1999
- «Все ясно?!», Мюнхен, 2000
- «Три щасливі дитини», Цюрих 2000
- «Кіт Клеменс, Аарау», 2000 (разом з Максом Боллігером)
- «Макс і Моллі — Дідусь і злодій меду», Госсав, Цюрих, 2000
- «Доктор Всезнайко», Цюрих, 2001
- «Без сумніву?!», Мюнхен, 2002
- «Лісовий будинок», Цюрих, 2002
- «Кришталева куля», Цюрих, 2003
- «Йорінда і Йорінгель», Цюрих, 2004
- «Подорож Дюймовочки», Цюрих, 2005
- «Без сумнівів?!», Мюнхен, 2005
- «О ні, кларофон зник!», Мюнхен, 2005
- «Ула-Паула! або: Мій острів, твій острів», Нойрехенау 2006 (разом з Клаудією Гуртлер)
- «Перець втручається», Мюнхен 2007
- «Справа для комісара Мароні», Мюнхен 2009
- «Картинка з множини речей», Цюрих 2010 (разом з Клаудіо Нодарі та Сабіною Віттвер)
- «Зебра є зебра», Цюрих, 2010 (разом з Максом Хувйлером)
- «Хто вирішить справу?», Мюнхен 2012

## Ілюстратор
- Стівен Кренскі: «Загрози Путні», Нью-Йорк, 1978
- Джейн Йолен: «Робот і Ребекка», Нью-Йорк, 1980
- Макс Боллігер: «Іскра надії, Фрауенфельд», 1981
- "Історії про посмішку ", Ленцбург, 1983
- "Відрижка, плювання, колупання в носі … ", Ленцбург, 1984
- Фрауке Нарганг: "Алігатор Альфред ", Мюнхен, 1995
- Віта Андерсен: «Коко, шоколадний кіт», Цюріх, 1999